# Красильний
Красильний (рос. Красильный) — селище в Бариському районі Ульяновської області Російської Федерації.
Населення становить 50 осіб. Входить до складу муніципального утворення Ленінське міське поселення.

## Історія
Від 2004 року входить до складу муніципального утворення Ленінське міське поселення.

## Населення
| 2010 |
| ---- |
| 50   |